# Wang Shifu
Wang Shifu (王實甫) (cirka 1250-cirka 1337) var en kinesisk forfatter og dramatiker. Han blev født i Khanbaliq (det nuværende Beijing). 14 skuespil bliver tilskrevet ham, hvoraf kun tre bevaret. Heraf er Romancen i den vestlige det mest berømte, og er stadig populært i dag.